# Лимасольская митрополия

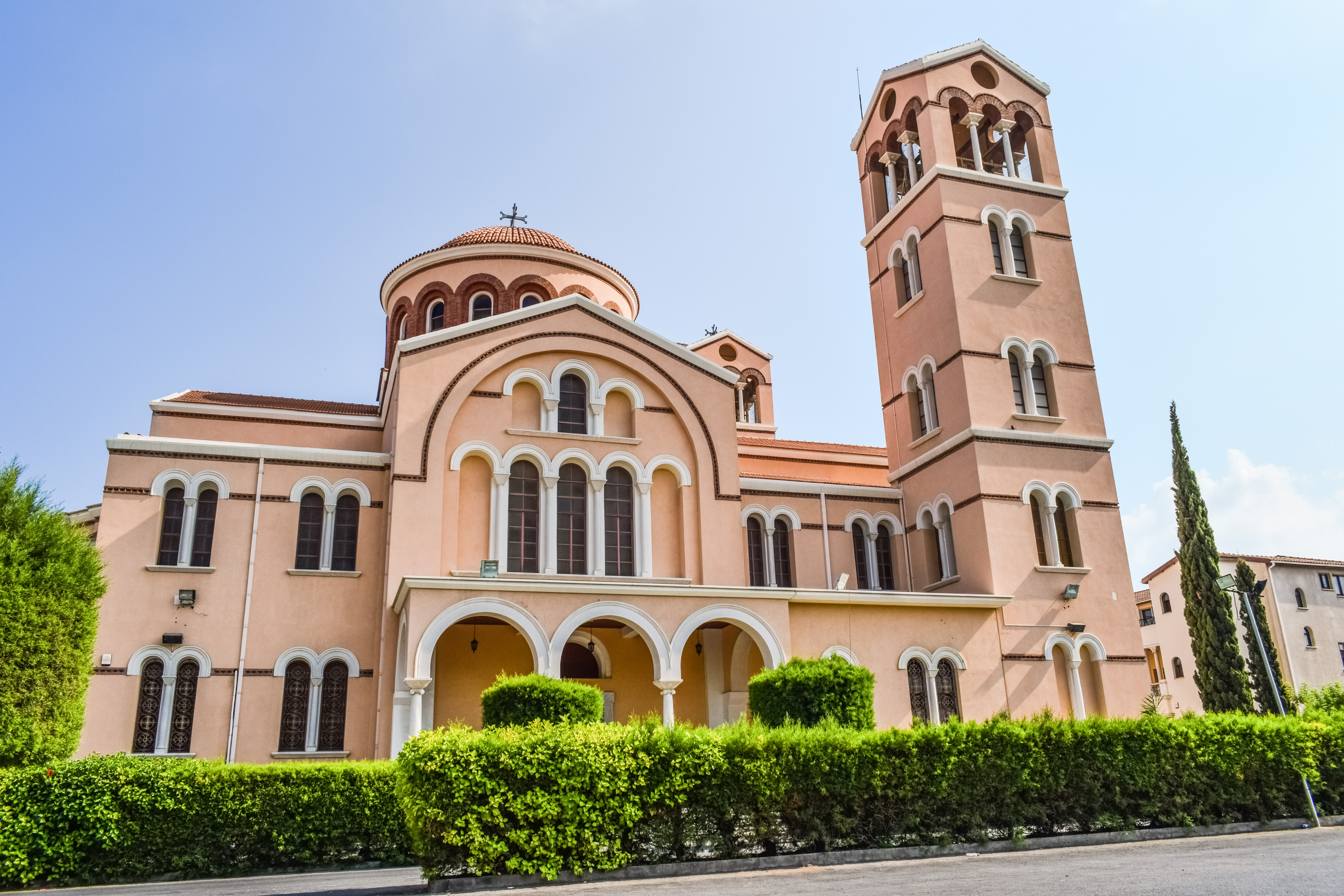
Кафедральный собор Панагии Кафолики. Лимасол

Лимассо́льская митропо́лия (Леме́сская митропо́лия, греч. Ιερά Μητρόπολις Λεμεσού) — епархия Кипрской православной церкви на территории южной части острова с центром в Лимасоле.

## История
Епархия учреждена 13 авсгута 1973 году путём выделения из части Китийской митрополии в месте, где некогда существовали Амафунтская и Курийская епископии. Численность населения Лимассольской митрополии значительно увеличилась за счёт беженцев после оккупации турецкими войсками северной части Кипра (1974).

## Епископы
- Тихик I (апостольская эпоха)
- Тихик II
- Сотир (упом. 451)
- Иоанн (VI век)
- Леонтий (VII век)

период франкократии
- Герман I (? — 1260)
- Матфий (1260 — ?)
- Матфей I (упом. 1287—1301)
- Ольвиан (1301—1318)
- Матфей II (1318—1320)
- Герман II (1320 — ?)
- Иоанн Иафун (1445 — ?)
- Флангинис (? — 1570)

новейший период
- Хрисанф (Хризостому) (13 января 1974 — 24 ноября 1998)
- Афанасий (Николау) (с 14 февраля 1999)[3]

## Монастыри
- Ιερά Μονή Τιμίου Προδρόμου Μέσα Ποταμού (мужской)
- Ιερά Μονή Συμβούλου Χριστού — Άγιος Γεώργιος (мужской)
- Ιερά Μονή Αρχαγγέλου Μιχαήλ (Μοναγρίου)
- Ιερά Μονή Αγ. Γεωργίου Αλαμάνου (женский)
- Ιερά Μονή Ζωοδόχου Πηγής — Παναγίας Γλωσσά
- Ιερά Μονή Παναγίας Σφαλαγγιωτίσσης (женский)
- Монастырь Николая Чудотворца «Кошачьего» (женский)
- Ιερά Μονή Παναγίας Αμασγούς (женский)
- Ιερά Μονή Παναγίας Αμιρούς[4]